# Дом Александровской мужской больницы
Дом Александровской мужской больницы — памятник архитектуры. Расположен в Василеостровском районе Санкт-Петербурга, современный адрес дома — 16-я линия Васильевского острова, 9.
Здание было построено 1905—1906 году после того, как Германское благотворительное общество купило соседний с ранее принадлежавшим ей участок. Одним из архитекторов, застраивавших первый участок, был А. А. Гимпель, он же по утверждённому 30 марта 1905 года проекту построил четырёхэтажный жилой дом.
Фасад асимметричный, с полихромной отделкой, высокими треугольными щипцами, жёсткой проработкой деталей и «готическими» мотивами. Цоколь выложен щепой серого гранита, структурный костяк (нижняя часть, ризалиты, эркер, окна, поля щипцов) облицован матовым кирпичом производства Ф. Гольцмана и Ко из Франкфурта-на-Майне. За счёт изменения цвета от красно-коричневого внизу до светло-охристого выше создаётся эффект облегчённости снизу вверх. Фоновая часть стены оштукатурена серой зернистой штукатуркой. У дома более десяти типов проёмов, расположенных в сложном ритме. У дома два соединённых балконом ризалита разной высоты, у левого из них дополнительно сделан трёхгранный эркер (эркеры и на лицевом, и на дворовом фасаде повышают освещённость помещений), его малый щипец расположен в близком соседстве с большим щипцом.
На каждом из этаже была 1-2 квартиры по 10-11 комнат, перед домом был разбит палисадник. После 1917 года дом был отдан под коммунальное жильё.
Среди жильцов дома были Лев Кассо и Александр Шенрок.
В 2019 году дом вошёл в перечень 255 многоквартирных домов — памятников архитектуры с особо сложными фасадами, которые предполагается отреставрировать по программе КГИОП «Наследие».